# Chomelia multiflora
Chomelia multiflora är en måreväxtart som beskrevs av Henry Hurd Rusby. Chomelia multiflora ingår i släktet Chomelia och familjen måreväxter. Inga underarter finns listade i Catalogue of Life.